# Hunze en Aa's
Het waterschap Hunze en Aa's is een groot waterschap in de Nederlandse provincies Groningen en Drenthe.

## Geschiedenis
Het waterschap is in 2000 ontstaan uit een fusie van de waterschappen Hunze en Aa, Dollardzijlvest en Eemszijlvest (gedeeltelijk). Tevens werden er taken overgedragen van het Zuiveringsschap Drenthe en de dienst Zuiveringsbeheer van de provincie Groningen. 
De nieuw gevormde organisatie kreeg de naam Hunze en Aa's, genoemd naar de Hunze, de Drentsche Aa, de Mussel Aa, de Ruiten Aa en de Westerwoldse Aa, de vijf belangrijkste rivieren binnen het gebied.

## Kenmerken
Het hoofdkantoor van Hunze en Aa's is gevestigd in Veendam. Dijkgraaf van het schap is Geert-Jan ten Brink.
Het beheergebied van waterschap Hunze en Aa's heeft:
- 213.000 hectare oppervlakte
- 424.000 inwoners
- 28 kilometer aan zeedijk
- 500 kilometer aan kanaaldijken
- 3525 kilometer kanalen en sloten

Het Algemeen Bestuur van het waterschap telt 23 zetels, die sinds 15 maart 2023 als volgt zijn verdeeld:
- BoerBurgerBeweging: 6
- Water Natuurlijk: 5
- PvdA: 3
- Groninger Belang: 2
- CDA: 1
- VVD: 1
- ChristenUnie: 1
- Landbouwfractie: 2
- Natuurfractie: 2